# Michał Jan Józef Brokoff

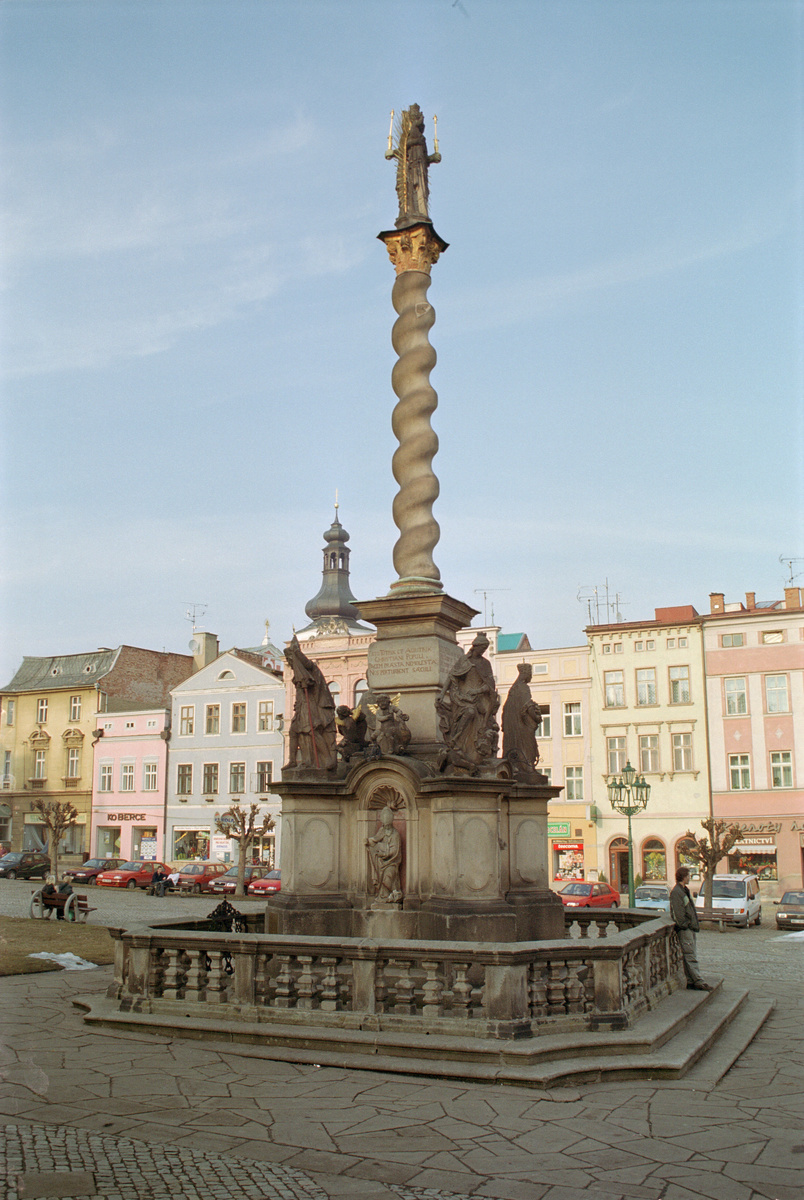
Słup Mariański w Broumovie

Michał Jan Józef Brokoff (niem. Michael Johann Joseph Brokoff, cz. Michal Jan Josef Brokoff) (ur. 28 kwietnia 1686 w Klášterecu nad Ohří, zm. 8 września 1721 w Pradze) – czeski barokowy rzeźbiarz, pracujący w piaskowcu; syn Jana Brokoffa.

## Życiorys
Michał Brokoff urodził się jako najstarszy syn rzeźbiarza Jana Brokoffa i został jego czeladnikiem. Dalsza edukacja Michała Brokoffa związana jest prawdopodobnie z takimi rzeźbiarzami jak Filip Ondřej Quitainer i Jan Oldřich Mayer. Po śmierci swojego ojca przejął jego warsztat w 1718, który przeszedł potem w ręce jego młodszego brata Ferdynanda. O ile prace Michała cechowała techniczna perfekcja, o tyle prace Ferdynanda były dla niego niedościgłe pod względem stylu. Cechą charakterystyczną jego stylu było skupienie na mimice i zaniedbanie gestów jego rzeźb.

## Ważniejsze prace
Michałowi Brokoffowi przypisano wiele dzieł, w wielu przypadkach jako przynajmniej współautorowi:
- rzeźba Św. Wacława na Moście Karola w Pradze (1709) (razem z bratem),
- rzeźba Św. Ludmiły na Wyszehradzie w Pradze,
- rzeźba Herculiusa w ogrodzie pałacu Kolowratów w Pradze,
- statua Maryi Dziewicy w Policach nad Metują,
- współautor Słupa Mariańskiego w Broumovie (1706),
- współautor rzeźb Chrzest Chrystusa i Św. Józef na Moście Karola (obecnie w lapidarium Muzeum Narodowego w Pradze),
- współautor Św. Wojciecha na Moście Karola (z bratem),
- rzeźby czeskich świętych w Děčínie,
- rzeźba Św. Jana Nepomucena w kościele Najświętszej Trójcy w Pradze i inne.